# Зінчук Віктор Іванович
Зінчук Віктор Іванович (8 квітня 1958, Москва) — російський гітарист-віртуоз, композитор, аранжувальник, викладач, заслужений артист Росії (2005). Почав грати на гітарі з 11 років. 1976 року вступив до Музично-педагогічного училища імені Октябрьської революції, де навчався до 1980 року в класі класичної гітари та диригування оркестром народних інструментів. 1978 року отримав запрошення від Естрадно-симфонічного оркестру всесоюзного радіо та телебачення під керівництвом Юрія Сілантьєва. З 1987 року виступав як гітарист-віртуоз.